# Peace Butera
Hòa bình Nankunda Butera là một  nghệ sĩ ẩm thực người Uganda, người làm việc với vai trò Bếp trưởng điều hành Sous (Thứ hai-trong-lệnh) tại Kampala Serena Hotel, cơ sở năm sao tại Kampala, thủ đô Uganda và thành phố lớn nhất. Cô là một trong số ít phụ nữ ở các vị trí ẩm thực chuyên nghiệp nổi bật trên lục địa châu Phi.

## Bối cảnh và giáo dục
Cô sinh ra trong một gia đình có mười anh chị em. Cô được nuôi dưỡng trong nhiều ngôi nhà khác nhau, trong đại gia đình. Cô học tại Trường Cao đẳng Thương mại Uganda, ở Nakawa, ngày nay là Trường Kinh doanh Đại học Makerere, tốt nghiệp năm 1992, với Bằng Cao đẳng Quản lý Khách sạn và Dịch vụ ăn uống.

## Sự nghiệp
Năm 1993, cô làm việc như một người học việc trong ba tháng, tại khách sạn Nile ở Kampala. Khách sạn thuê cô làm đầu bếp, sau khi cô được đào tạo. Năm 2004, khách sạn đã thay đổi quyền sở hữu và được đổi tên thành Khách sạn Kampala Serena Lưu trữ ngày 18 tháng 12 năm 2017 tại Wayback Machine. Cô được giữ lại bởi những người chủ mới. Peace Butera đã được chọn để trải qua quá trình đào tạo để trở thành đầu bếp thông qua chương trình nội bộ tại Tập đoàn khách sạn Serena. Khóa đào tạo đã đưa cô đến mười cơ sở Serena ở năm quốc gia châu Phi, cũng như tại các khách sạn năm sao ở Nam Phi và Thổ Nhĩ Kỳ. Khi trở về Kampala, cô được bổ nhiệm làm đầu bếp Sous tại Kampala Serena vào năm 2005.
Trong Hội nghị Chính phủ Khối thịnh vượng chung 2007, được tổ chức tại Kampala, từ ngày 23 tháng 11 đến ngày 25 tháng 11 năm 2007, Nữ hoàng Elizabeth II đã ở tại Kampala Serena trong bốn ngày. Đầu bếp Peace Butera đã được chọn để chuẩn bị một số món trong thực đơn của Nữ hoàng trong thời gian đó. Trước đây, cô cũng đã chuẩn bị bữa ăn cho Tổng thống Bill Clinton và gia đình ông.

## gia đình
Peace Butera kết hôn với Vincent Butera và cùng là cha mẹ của bốn đứa con Kylie, Kelly, Lillian và laban, hai người được sinh ra tự nhiên và hai người nhận nuôi.

## liên kết ngoài
- Trang web của khách sạn Kampala Serena Lưu trữ ngày 18 tháng 12 năm 2017 tại Wayback Machine